# 中華人民共和国憲法
中華人民共和国憲法（ちゅうかじんみんきょうわこくけんぽう、簡体字中国語: 中华人民共和国宪法）は、中華人民共和国の最高法規である。

## 沿革<1>現行憲法の制定まで

### 「中国人民政治協商会議共同綱領」
1949年9月、北京で中国人民政治協商会議が開催され、統一戦線の代表により新しい政権建設についての話し合いが行われた。この会議において、臨時憲法にあたる「中国人民政治協商会議共同綱領」が採択され、9月29日に公布された。同年10月1日には、中華人民共和国が成立した。
この「共同綱領」では、中華人民共和国を「新民主主義すなわち人民民主主義の国家」と規定した。このことは、同綱領第1条が「中華人民共和国は新民主主義、すなわち人民民主主義の国家であって、労働者階級が指導し、労農同盟を基礎とし、民主的諸階級と国内諸民族を集結した人民民主主義独裁を実行し、帝国主義・封建主義・官僚資本主義に反対し、中国の独立、民主、平和、統一、および富強のために奮闘する」と規定していたことからもうかがえる。この定義は現在も承継されている。

### 54年憲法
1954年9月20日、第1期全国人民代表大会の第1次会議において「中華人民共和国憲法」（54年憲法と略する。全106条からなる）が採択され、即日公布された。ソ連の1936年憲法（いわゆるスターリン憲法）を範にとるが、前提となる中国社会自体がまだ社会主義段階に到達していないので、社会主義への過渡期という歴史段階に対応する社会主義型の憲法として成立した。
同時に社会主義建設という目標と中国共産党の指導的地位を明示し、「共同綱領」の時期まで維持されてきた人民民主統一戦線体制に事実上終止符をうち、新たに中共による一党独裁制を成立させた。第1条は、「中華人民共和国は労働者階級が指導し、労働者と農民を基礎とする人民民主主義国家である。」との規定をおいた。
すなわち本54年憲法は、「共同綱領」と同じく、中華人民共和国をして「労働者階級が指導し、労農同盟を基礎とする人民民主主義の国家」と規定しつつ、「共同綱領」にある「新民主主義」の文言は削除されている。なぜなら、それはもはや「民主的諸階級（中略）を結集した人民民主主義独裁」ではなく、社会主義の実現を目指して階級を廃絶するための「人民民主主義独裁」でなければならなかったからである。また、「共同綱領」が「労働者・農民・小ブルジョアジーおよび民族ブルジョアジーの経済的利益とその私有財産制を保護し、新民主主義の人民経済を発展させ」るとしていたのに対し、本54年憲法は「社会主義的工業化と社会主義的改造を通じて、搾取制度の漸次的消滅と社会主義社会の建設を保障する」と規定して、社会主義化の方向を明確に打ち出した。
ただし、この社会主義への過渡期においては、「資本主義的工業に対して、利用・制限・改造の政策をとり」として、一定期間内の買戻しを実施し、その間は「資本家の生産手段の所有権およびその他の資本の所有権を保護する」と規定した。したがって所有制としては、全人民所有制の国営経済が国民経済の指導力であり、「国家は国営経済の優先的発展を保障する」としていた。

### 75年憲法
54年憲法では、社会主義建設を目指す過渡期の国家として自らを位置付けていたが、1956年に所有制の社会主義的改造を完了して社会主義に移行したことにより、この位置付けが実態に合わなくなった。また1960年に中ソ対立が決定的となり、ソ連モデル憲法の空文化がもたらされた。
しかし、文化大革命期の不安定な政治的環境の中、法を軽視する傾向（法的ニヒリズム）が強まっている時期であり、憲法の改正が試みられるも、実現は容易でなかった。1975年1月17日開催の第4期全国人民代表大会の第1次会議において、ようやく憲法改正が実現された（75年憲法）。ただし、この75年憲法は全30条しか有せず、この簡易な体裁そのものが文革的法ニヒリズムを体現していた。この75年憲法は、その成立直後に文化大革命が終結してしまったため、短期間のうちに効力を消滅するに至った。

### 78年憲法
1978年3月5日、第5期全国人民代表大会の第1次会議において再度の憲法改正がされた（78年憲法と略する。全60条からなる）。78年憲法は、75年憲法を否定し、54年憲法の諸原則に立ち戻ることになったものの、文革の影響を完全に抜け出してはいなかった。中国が文革を完全に清算する立場を確立したのは、1978年末の中共第11期中央委員会第3回総会であり、この会議ののち78年憲法は直ちに改正作業に入った。そして翌年に米中国交樹立が実現した。

## 沿革<2>現行憲法（82年憲法）の制定と改正

### 現行憲法の制定
1982年12月4日、第5期全国人民代表大会の第5次会議において「中華人民共和国憲法」への改正がされた（82年憲法）。これが現行憲法となる。中国では憲法が制定されてから1年から数年で制憲時の政治的基礎が根本から失われるという事態を繰り返してきたが、この82年憲法の実質的寿命は際立って長い。54年憲法以下3つの憲法はいずれも社会主義法建設時期に制定されたものであり、本82年憲法だけが、改革開放時期に制定されたものである。54年憲法は社会主義社会へ至る過渡期に制定されたものであるのに対し、75年憲法と78年憲法は社会主義段階の憲法という違いがある。しかも後者の2つの憲法は文革の後期に制定されたものであり、改革開放時期の政策とはまったく正反対の内容を有していた。このような関係から、本82年憲法は文革の影響を完全に払拭した内容をもち、内容的には54年憲法を基本的に継受しつつ、発展させた憲法と位置付けられる。そもそも、54年憲法は革命後の中国がまだ社会主義に移行する前の憲法として構想され、82年憲法はその前提となる社会を、資本主義と社会主義の中間に想定している。文革路線からの転換の一環として、78年憲法までの憲法に存在した、中国共産党に直接言及する文言は前文を残して削除され「国務院総理の提案権」「軍の指揮権」「全中国人民の指導的中核」などの共産党の役割は表向きには無くなった。しかしその一方で、文革路線からの転換を強調したため、第1条が「中華人民共和国は労働者階級の指導する労農同盟を基礎とした、人民民主独裁の社会主義国家である」と定めるように、「人民民主主義」概念を復活させざるを得ず、理論的には矛盾する部分も持ち合わせている。82年憲法の大きな特徴として、それまでの3つの憲法とは異なり、第2章に「市民の基本的権利および義務（公民的基本权利和义务）」を第3章「国家機構（国家机构）」の前に置き、前者を後者より重視する姿勢を示していることがあげられる。しかし1980年代に入ってからは、計画経済から市場経済へという経済改革が急速に進展したため、後追い的な修正が必要となり、1988年、1993年、1999年、2004年と漸次改正された。ただし、1975年・1978年・1982年の改正が条文の全面改正であるのに対し、1988年以降の改正は一部の条文について改正が実施され、改正された条文が憲法に追記される形式をとっている。2018年に行われた改正は経済改革というより、習近平体制の権威強化と長期政権に道を開くことが目的となっている。

### 現行憲法の改正<1>1988年
1988年修正においては、前年1987年の第13回党大会で、中国の社会主義が初期段階にあるという認識が示され、商品経済が容認されたことを受けて、土地使用権の譲渡と私営経済の公認という二つの条文の改正がされた。
1. 前者は、土地の私有こそ認められないが土地使用権は期限を限って譲渡することが認められたものである（第10条第4項）[16][18]。
2. 後者については、「社会主義経済制度の基礎は、生産手段の社会主義的公有制、すなわち全人民所有制および勤労大衆による集団所有制である」（第6条）の規定を補完として「法律の定める範囲内の都市・農村勤労者の個人経営経済」のみ認められていた（第11条第1項）[19]。この個人経営経済では、搾取労働を認めないという社会主義の原則に従って、雇用労働者の数は8名までと制限されていた[19]。本改正で同条第3項を追加し、これを超える規模の経済組織である「私営経済」が容認された[18][19]。この「私営経済」という表現は、社会主義の初期段階でも私有制までは認めないという意思表示だが、実質は私有経済と異ならない[19]。

### 現行憲法の改正<2>1993年
前回の修正が、社会主義の経済システムにおける計画経済から商品経済への転換であったのに対し、1993年改正ではさらに市場経済に移行することになる。序文の一部と7つの条文が改正された。
1. まず序文では、中国が社会主義の初級段階にあること、中国的特色をもつ社会主義建設を進めること、そのために改革開放政策を維持することが追加された[19]。また、民主諸政党との協力を強化する方針が序文に追加された[20]。中国共産党の独裁体制に変化をもたらすものでないが、議会運営や選挙手続きの民主化などに一定程度の影響を及ぼしている[20]。
2. 「社会主義公有制を基礎として、計画経済を実行する」（第15条）という規定が「社会主義市場経済を実行する」に改められ、市場経済への移行がうたわれた[19]。
3. 国営企業は国家計画を前提として、法律の定める範囲内で経営管理の自主権をもつものとされていたが、所有権と経営権の分離という改革の原則に従い、国家計画を前提とせず自主権を行使しうるとされた（第16条）[19]。
4. 農業生産の形態を集団所有制から家族単位の生産請負に転換するために、「農村人民公社、農業生産協同組合が農村における集団所有制経済の中核を占める」という第8条第1項の規定から農村人民公社、農業生産協同組合の文言を削除した[20]。

### 現行憲法の改正<3>1999年
1999年修正においては、1997年の第15回党大会における市場経済化の促進、WTO加盟を視野に入れたグローバル化への対応を受け、序文の一部と5つの条文が改正された。
1. 序文では中国が社会主義初期段階にある点に関して、それが長期にわたることが指摘され、社会主義的法治国家を建設する理論として、マルクス・レーニン主義、毛沢東思想に並んで鄧小平理論が追加された[18][20]。
2. 「依法治国」の規定を追加した（第5条第1項）[20]。
3. 市場経済の発展に対応し、社会主義経済制度の基礎が生産手段の公有制にあるとの原則を維持しつつ、同時に多様な所有制と分配形式をも公認した（第6条）[20]。とりわけ非公有制経済を「社会主義市場経済の補充」から「社会主義市場経済の重要な構成要素」に格上げした（第11条）[18][20]。

### 現行憲法の改正<4>2004年
2004年修正においては、市場経済化の急速な進展という現状を反映し、14か条の追加がなされた。
1. 序文につき「マルクス・レーニン主義、毛沢東思想、鄧小平理論の導きの下で」に「『三つの代表』という重要な思想」の文言を加えた[21]。
2. また同じく序文にある「革命と建設に参加する者」の範囲は「民主諸党派、各人民団体、社会主義の勤労者、社会主義を擁護する愛国者、祖国の統一を擁護する愛国者」と定義されていたが、これに「社会主義事業の建設者」が加えられた[21]。「勤労者」は労働者と農民を指しているが、「建設者」は勤労者に含まれない自営業者や私営企業の経営者を含むものと解釈される[21]。
3. 第10条第3項の、公共の利益のため土地を収用する場合（土地所有権に対する『征収』および土地使用権に対する『征用』について保障を与えることが明記された（第10条第3項）[22]。
4. 「個人経済、私営経済の合法的な権利および利益を保護する」という規定を「個人経済、私営経済など非公有制経済の合法的な権利および利益を保護する」に改めた。個人経済、経営経済だけでなく、非公有制経済全体に保護の範囲を広げるとともに、その発展を奨励することも明記した（第11条第2項）[22]。
5. 合法的財産の所有権について保護すると規定していた第13条を改め、「市民の合法的な私有財産は不可侵である」と規定するとともに、公共の利益のために収用される場合には補償されるとされた[22]。
6. 経済発展の水準にふさわしい社会保障制度を整備することが追記された（第14条）[22]。

### 現行憲法の改正<5>2018年
| 投票総数 | 賛成   | 反対 | 棄権 | 無効 | 欠席 |
| -------- | ------ | ---- | ---- | ---- | ---- |
| 2964票   | 2958票 | 2票  | 3票  | 1票  | 16票 |

1. 第19回共産党大会で党規約の「指導思想」として盛り込まれた習近平による新時代の中国の特色ある社会主義思想、胡錦濤前党総書記の掲げた指導思想・科学的発展観を前文に記載。
2. 憲法制定時に削除された中国共産党の指導に関する条文を「中国の特色ある社会主義の最も本質的な特徴」として復活させた
3. 公職に就く者は就任に際し、憲法への宣誓（中国語版）を行う[24][注釈 1][25]。
4. 国家主席・国家副主席の任期制限（改正前は2期10年まで）を撤廃[26][27]。
5. 国家監察委員会の新設

## 現行憲法の構成
序文と、4つの章全143条で構成されている。 第一章は「総則（总纲）」（第1条から第32条）、第二章は「市民の基本的な権利と義務 （公民的基本权利和义务）」（第33条から第56条）である。第三章「国家機構（国家机构）」は、第一節「全国人民代表大会（全国人民代表大会）」（第57条から第78条）、第二節「中華人民共和国主席（中华人民共和国主席）」（第79条から第84条）、第三節「国務院（国务院）」（第85条から第92条）、第四節「中央軍事委員会（中央军事委员会）」（第93条と第94条）、第五節「地方各級人民代表大会と地方各級人民政府（地方各级人民代表大会和地方各级人民政府）」（第95条から第111条）、第六節「民族自治地方の自治機関（民族自治地方的自治机关）」（第112条から第122条）、第七節「監察委員会（监察委员会）」（第123条から第127条）、第八節「人民法院と人民検察院（人民法院和人民检察院）」（第128条から第140条）に分かれる。第四章は「国旗、国歌、国章、首都（国旗、国歌、国徽、首都）」（第141条から第143条）である。

## 基本原理
現行憲法（82年憲法）が前提とし、制度化している国家機構の基本原理は「人民民主主義独裁」、「社会主義国家」、「民主集中制」の3つであり、これらは相互に関連している。

### 人民民主主義独裁
本憲法第1条は、中華人民共和国が「労働者階級が指導し、労働者・農民の同盟を基礎とする人民民主主義独裁の社会主義国家」であると宣言する。「人民民主主義独裁」とは「実質上はすなわちプロレタリアート独裁」（憲法前文）の一形式であり、マルクス主義と中国革命の具体的実践を結びつけた産物であるとされる。「国体」＝国家の階級的本質を鮮明にするもので、本憲法が社会主義型憲法の特質を継承していることを示す。「人民民主主義独裁」とは、国家の統治階級が労働者と農民であるという前提で、プロレタリアート＝人民＝統治階級の内部においては民主主義を行い、ブルジョワジー（資本家・地主など）＝かつての支配者で現在の被統治者階級＝敵に対しては独裁を行うというものである。このような原理は労働者階級の先鋒隊すなわち前衛としての中国共産党による国家に対する指導を帰結させ、正当化させる。

### 社会主義国家
「社会主義国家」については、本憲法第1条第2項第1文で「社会主義体制は中華人民共和国の根本的システムである（社会主义制度是中华人民共和国的根本制度）」と規定するが、はたして社会主義体制とは何かについて明確に定義する規定はどこにもない。一般に社会主義体制とは、<1>「計画経済」、<2>「公有制」、<3>「前衛党の指導」が柱となることに異論はない。しかし、中国においては、1988年の憲法改正において<1>の「計画経済」およびそれに関する文言を全て消し去り、逆に1993年の憲法改正において「計画経済」とは相容れないはずの「市場経済」の文言を規定している。<2>の「公有制」に関しては、土地所有権こそ都市部で国有制が、農村部では集団所有制が実施されており、私有が認められていない。しかし流動化のために土地使用権の有償譲渡が認められる今日においては「公有制」が堅持されているとは言えない状況にある。
したがって、現状の中国の社会主義とは、<3>の「前衛党の指導」による国家統治以外に見出すことはできない状態であるとされる。

### 民主集中制
第3条第1項は、「中華人民共和国の国家機構は、民主集中制の原則を実行する」と規定している。中国の憲法が国家機構において西欧諸国憲法とは異なる特色の顕著な特徴である。「民主集中制」とは、民主主義的中央集権ともいい、社会主義国家に共通する国家機構編成の基本原理であり、旧ソ連では「ソビエト制」、中国では「人民代表大会制」により具体化される。民主集中制には、<1>人民と国家権力の関係、<2>国家機関相互の関係、<3>国家機関内部の関係および中央と地方、の3つの側面がある。<1>の人民と国家権力の関係とは、あらゆる権力は人民に属することを出発点に、国家権力を行使する人代は人民の直接・間接選挙を通じて民主的に構成され、人代は人民に責任を負い、その監督に服する。<2>の国家機関相互の関係では、人代は国家の権力機関として全権的地位に立ち、あらゆる権限を統一的に行使し、行政機関、人民法院、人民検察院を選出する。また人民政府、人民法院、人民検察院は国家権力機関に対して責任を負い、活動報告を行い、監督を受ける。<3>の国家機関内部の関係は、下級機関は上級機関に従い、中央と地方の関係は、地方は中央の統一的指導に従う。「民主集中制」を採用しているため、中国では憲法上、三権分立は否定される。人大は、行政機関、裁判機関、検察機関を選出し、その活動を監督するという全権的な国家権力機関であり、人大制度の下では各機関相互間での業務の分業はありえても、西欧的な三権分立や「司法権の独立」を観念する余地はない。また、現行憲法は裁判機関に違憲立法審査権を付与していない現行憲法上、憲法実施の監督権限は人大およびその常務委員会に、憲法の解釈権限は人大常務委員会にそれぞれ付与されている（第62条第2号、第67条第1号）。これもまた「民主集中制」からの当然の論理的帰結である。

## 「前文」について
「中国は、世界で最も長い歴史をもつ国の一つである。中国の各民族人民は、共同して輝かしい文化を創造し、また光栄ある革命的伝統を受け継いでいる。」（第1段）で始まる憲法前文の、第7段において「中国の新民主主義革命の勝利と社会主義事業の成果は、中国共産党が中国の各民族人民を指導して、・・・真理を堅持し、誤りを是正し、多くの困難と危険に打ち勝って獲得したものである。」と規定し、「共産党の指導」の正統性を強調する。現行82年憲法においては、75年憲法や78年憲法と異なり、憲法の具体的条項の中に「共産党」という言葉は登場せず、それが登場するのは、前文においてのみである。憲法は一方で、前文第13段および第5条第4項において、すべての国家機関、武装力、各政党、各社会団体、各企業・事業組織は憲法および法律を順守しなければならない、と規定している。中国の憲法学者の多くは、この「各政党」の中には当然、共産党も含まれると解釈しており、一見、共産党は憲法体制の枠内にあるかのようである。しかし他方、憲法前文に、「4つの基本原則」が規定されており、しかもこの原則の中核が「共産党の指導」の堅持であるがゆえに、共産党は、実質的に超憲法的存在となっている。

## 第二章「市民の基本的な権利と義務」について

### 憲法上明記された「人権」の文言
1980年代後半までの中国においては、人権について論ずること自体がタブーとされ、2004年改正前は人一般の普遍的権利としての「人権」の語を用いることはなかった。しかし、この改正により「国は、人権を尊重し、保障する」（第33条）とし、初めて「人権」の文言が憲法上明記された。ただし、この改正後も第2章のタイトルは、「市民の基本的権利」となっており社会主義憲法特有の社会主義的基本権の理念が維持されている。特に「いかなる市民であれ、憲法および法律が定める権利を享有し、同時に必ず憲法および法律が定める義務を履行しなければならない」（第34条第4項）とし、義務の履行を強調している。またその前提として「いかなる組織ないし個人も社会主義体制を破壊することを禁止する」（第1条第2項）と定める。

### 現行憲法上の保障
- これらの前提に立ったうえで、市民の基本権について、まず精神的自由をみると、憲法上「言論・出版・結社の自由」（第35条）、「信教の自由」（第36条）、「人身の自由」（第37条）、「人格の尊厳」（第38条）、「住居の不可侵」（第39条）、「国家機関に対する批判・建議の権利」（第41条）、「文化活動を行う自由」（第47条）が保障されている[34]。しかし同時に、「中華人民共和国市民は、自由および権利を害してはならない」（第51条）として、国家・社会の利益による制約を明示している[34]。
- 財産権については、従来の社会主義のメルクマールであった私的所有権禁止を改め、「私有財産の不可侵」と「市民の私有財産権と相続権の保護」を保障している（第13条）[34]。
- 社会権については、「物質的援助を受ける権利」（第45条第1項）、「休息の権利」（第43条）、「教育を受ける権利と義務」（第46条）、「婚姻・家族・児童等に対する保護と配慮」（第49条）等の多くの規定がある[34]。労働については、権利であると同時に義務であることを強調し、「市民の栄光ある責務」であるとする（第42条））[34]。

### 問題点
このように憲法上には近代憲法で保障された普遍的な人権の観念が導入された反面、それらは本来「市民の基本権」でしかないという前提で成立した条項も維持されている。
例えば「信教の自由」についても、宗教活動は国家の管理下におかれ「国は正常な宗教活動を保護する」（第36条）に過ぎない。
概して権利保障の実態は天安門事件以降も不十分な点も多く、新疆ウイグル自治区における政治犯投獄や迫害、少数民族の抑圧、インターネット規制など、人権状況が「劣ったまま」であることがアメリカ国務省の「人権状況に関する報告書（2009年版）」等で批判されている。

## 第三章「国家機構」について
上述基本原理の下、具体的には人大制がとられており、その頂点に存在するのは、全国人民代表大会（以下、全国人大という）である。全国人大はあらゆる国家機関の母体であり、監督を行う、国家最高権力機関である。

### 全国人大
全国人民代表大会は最高権力機関であり、代表の任期は5年である（第60条第1項）。代表はもとの職場に属したままで職務にあたり、職能的な政治家ではない（第76条第1項参照）。会議は毎年1月上旬に1度だけ開催される（第61条第1項）。全国人大閉会中の活動を担保するため、常務委員会が設置されている（第57条）。常務委員会は2か月に1度開催され、全国人大閉会中に全国人大に代わって選出され（第65条）、全国人大に責任を負い、活動報告を行う（第69条）。全国人大は最高権力機関ゆえ、その行使する職務は多岐にわたるが、主要なものを挙げると、<1>憲法の改正および監督、<2>刑事・民事・国家機構およびその他基本的法律等の立法権、<3>国家主席、国務院総理、国家中央軍事委員会主席、最高人民法院長、最高人民検察院長等の人事権、<4>その他国家の重大事項の審議・決定である（第63条）。常務委員会は、これらに加え、基本的法律以外の法律の立法権、憲法・法律の解釈権、行政法規・地方性法規の取消権等も有する（第67条）。

### 国家主席
全国人大常務委員会とともに、国家元首として国を内外に代表する。現行の憲法には一人で国家元首の規定がない。外交慣例上では国家主席は元首と同様の待遇を受けている。憲法で規定されている国家主席の権能は、儀礼的・象徴的なものが中心であり。被選出年齢は45歳以上。任期は全国人民代表大会の任期と同一。かつては国家主席と国家副主席の任期は2期10年までとする条項があったが、この任期制限条項は2018年に行われた憲法改正で削除された（第79条第2項、第3項）。

### 国務院
最高国家機関の執行機関であり、最高国家行政機関である（第85条）。他の最高国家機関同様、活動の全ては全国人大に従属しており、それに責任を負う。最高国家行政機関として、全国の地方人民政府を統一的に指導する。

### 中央軍事委員会
中国人民解放軍、中国人民武装警察部隊等の全国の武装力を指揮・統帥する国家機関である（第93条第1項）。

### 地方国家機関
地方各クラスの国家権力機関としての人大、その執行機関・国家行政機関としての人民政府、裁判機関としての人民法院、検察機関としての人民検察院が含まれる。民主集中制の結果、いずれも国家機関として位置付けられており、日本のような地方自治という概念は存在しないので、これらは地方自治体や地方公共団体とは言えない。中央と同様に、地方国家機関は全て対応する人大により選出され、それに責任を負い、監督を受ける。

## 第四章について
国旗は五星紅旗である（第136条第1項）、国歌は「義勇軍進行曲」である（同条第2項）、国章は、中央に5つの星に照り輝く天安門を、周囲を穀物の穂と歯車で配したもの（中华人民共和国国徽，中间是五星照耀下的天安门，周围是谷穗和齿轮）である（第137条）、首都は北京である（第138条）とそれぞれ規定する。